# Parti communiste du Bénin
Pour les autres articles nationaux ou selon les autres juridictions, voir Parti communiste du Bénin.
Le Parti communiste du Bénin (PCB) est fondé le 31 décembre 1977 sous le nom de Parti communiste du Dahomey par l’Union des communistes du Dahomey (en). Il soutenait la ligne du Parti du travail d'Albanie. Son premier secrétaire est Pascal Fantodji. Illégal jusqu’au 17 septembre 1993, il lutte à ses débuts contre le régime de Mathieu Kérékou.
L’organe de presse du parti est La Flamme.
Le PCB est affilié à la Conférence internationale des partis et organisations marxistes-léninistes (Unité et lutte).

## Histoire

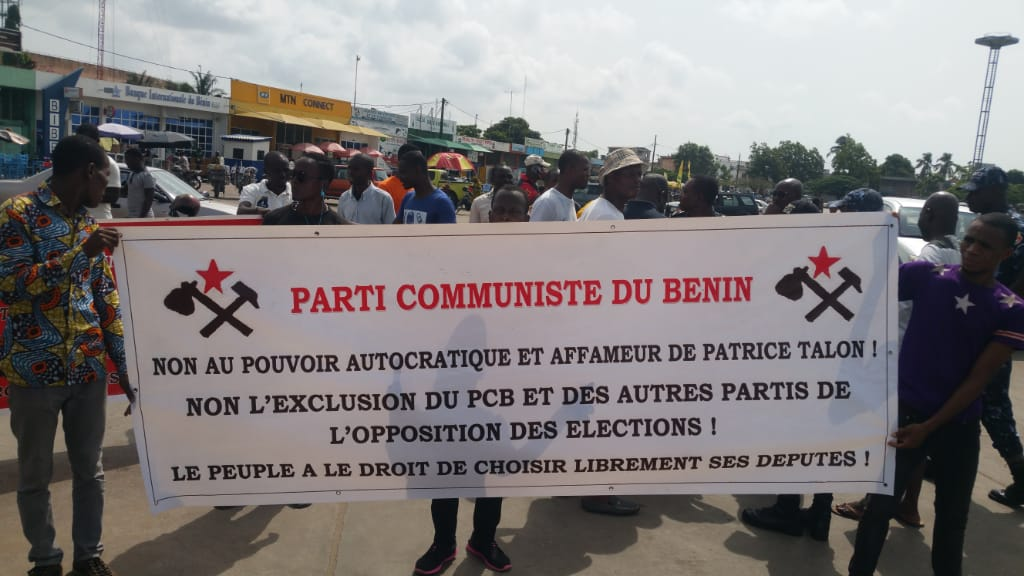
Manifestation du Parti communiste du Bénin le 3 mars 2019 lors de la crise politique béninoise de 2019.

En 1974, différents groupes révolutionnaires opposés au régime militaire se fédèrent dans la Jeunesse unie du Dahomey, immédiatement déclarée hors la loi. L’Union des communistes du Dahomey est créée en 1976 , puis le 31 décembre 1977 le Parti communiste du Dahomey, les fondateurs récusant le nom de Bénin choisi en 1975 pour le pays par le régime militaire.
Le parti est la principale force d'opposition au régime de Kérékou,.
Il prend part au mouvement de 1989 qui amène la chute du régime militaire, mais refuse de participer à la conférence nationale de 1990 ,. Il change son nom en Parti communiste du Bénin lorsqu’il est reconnu le 17 septembre 1993.
Il obtient un siège (Noël Koumba Koussey) lors des élections législatives de 1995.
En 1996, Pascal Fantodji a participé à l’élection présidentielle en tant que représentant du PCB et obtenu 17977 voix (1,08 %).
Magloire Gnansounou en est radié en 1998 et fonde en 1999 le Parti communiste marxiste-léniniste du Bénin.